# Issa Samba
Issa Samba, né le 29 janvier 1998 à Dreux, est un footballeur franco-mauritanien, international mauritanien, qui joue au poste de arrière droit au Reims Sainte-Anne.

## Biographie

### Carrière en club
Après être passé par le club de sa ville à Dreux, l'AS Portugaise puis recruté au Centre Formation F.Paris, il intègre le centre de formation de l'AJ Auxerre en 2012 après avoir été repéré lors d'une journée de détection porte ouverte. Il intègre un peu plus tard l'équipe de France des moins de 17 ans avec qui il remporte le championnat d'Europe des moins de 17 ans.
Il signe son premier contrat pro tout juste âgé de 18 ans le 3 février 2016 avec l'AJ Auxerre et débute en professionnel le 25 novembre 2016 lors d'une rencontre contre le Tours FC où il remplace Baba Traoré à la 79e minute.
En décembre 2019, il s'engage en faveur de l'AC Gozzano, qui évolue en troisième division italienne. En mars 2021, il rejoint le FK Sloboda Novi Sad en deuxième division bosnienne.
En septembre 2021, il rejoint le C' Chartres Football en National 2.

### Carrière en sélection
Le 7 novembre 2018, il est appelé pour la première fois en sélection de Mauritanie par Corentin Martins. Il honore sa première sélection le 26 mars 2019 face au Ghana en match amical (défaite 3-1), en remplaçant Adama Ba à la 76e minute de jeu.

## Statistiques de carrière
| Saison                | Club                      | Championnat           | Championnat | Championnat | Coupe(s) nationale(s) | Coupe(s) nationale(s) | Total | Total |
| Saison                | Club                      | Division              | M.          | B.          | M.                    | B.                    | M.    | B.    |
| 2016-2017             | AJ Auxerre                | Ligue 2               | 1           | 0           | -                     | -                     | 1     | 0     |
| 2017-2018             | AJ Auxerre                | Ligue 2               | -           | -           | -                     | -                     | 0     | 0     |
| 2018-2019             | AJ Auxerre                | Ligue 2               | -           | -           | -                     | -                     | 0     | 0     |
| Sous-total            | Sous-total                | Sous-total            | 1           | 0           | -                     | -                     | 1     | 0     |
| 2019-2020             | AC Gozzano                | Serie C               | 2           | 0           | -                     | -                     | 2     | 0     |
| 2020-2021             | Sloboda Novi Grad         | Prva Liga RS          | 1           | 0           | -                     | -                     | 1     | 0     |
| 2021-2022             | C' Chartres Football rés. | National 3            | 1           | 0           | -                     | -                     | 1     | 0     |
| 2022-2023             | FC Drouais                | National 3            | 12          | 0           | 1                     | 0                     | 13    | 0     |
| 2023-2024             | Reims Sainte-Anne         | National 3            | 9           | 0           | 2                     | 0                     | 11    | 0     |
| Total sur la carrière | Total sur la carrière     | Total sur la carrière | 26          | 0           | 3                     | 0                     | 29    | 0     |

## Palmarès
- Vainqueur du championnat d'Europe des moins de 17 ans en 2015 avec l'équipe de France U17.
- Vainqueur du tournoi international de Lafarge Foot Avenir en 2015 avec l'équipe de France U18.